# Medicine Lake (Minnesota)
Medicine Lake è un comune degli Stati Uniti d'America, situato nello Stato del Minnesota, nella Contea di Hennepin.

## Geografia fisica
Secondo quanto riportato dall'ufficio censimenti la città ha una superficie di 0,85km2, di cui 0,47km2 di terra; il territorio è completamente circondato da quello di Plymouth ed è attraversato dal 45º parallelo nord.

## Storia
L'isola su cui sorge la città, inizialmente di proprietà governativa, passò di mano diverse volte prima che, nel 1887 si arrivasse al progetto di un villaggio e alla relativa lottizzazione.
Inizialmente votata a una permanenza stagionale, anche per via della carenza di infrastrutture, la città si scisse da Plymouth il 14 aprile 1944 e divenne un villaggio auto-amministrato; da quel momento si ebbe un generale miglioramento dei servizi, con la costruzione di strade asfaltate, acquedotto e linee telefoniche ed elettriche.

## Monumenti e luoghi d'interesse
L'area del lago Medicine è sede di diversi parchi attrezzati con aree picnic e sentieri; sono presenti, inoltre, aree dedicate alla pesca.

## Società

### Evoluzione demografica
Abitanti censiti

## Infrastrutture e trasporti
La città è a poco meno di 1km dalla Statale 55 del Minnesota.